# Alstroemeria jequitiana
Alstroemeria jequitiana este o specie de plante monocotiledonate din genul Alstroemeria, familia Alstroemeriaceae, descrisă de Pierfelice Ravenna. Conform Catalogue of Life specia Alstroemeria jequitiana nu are subspecii cunoscute.